# لوسیکی
لوسیکی (به لاتین: Łosice) یک شهر و گمینا در لهستان است که در گمینا ووشتسه واقع شده‌است. لوسیکی ۲۳٫۷۵ کیلومتر مربع مساحت و ۷٬۱۷۶ نفر جمعیت دارد.